# Mika Niemi
Mika Niemi (ur. 10 marca 1988 w Pori) – fiński hokeista.

## Kariera
- Ässät U16 (2003-2004)
- Ässät U18 (2004-2006)
- Ässät U20 (2006-2009)
  -  Suomi U20 (2006-2007)
- Ässät (2009-2015)
- Kärpät (2015-2016)
- Jokerit (2016-2020)
- Ässät (2020-)

Wychowanek klubu Porin Ässät w rodzinnym mieście. Od maja 2009 zawodnik drużyny seniorskiej w rozgrywkach fińskiej Liiga. W grudniu 2009 przedłużył kontrakt o dwa lata, a w październiku 2011 o trzy lata. Od maja 2015 zawodnik Kärpät. Od maja 2016 zawodnik Jokeritu. We wrześniu 2020 ponownie został graczem Ässät.

## Sukcesy
Klubowe
- Złoty medal mistrzostw Finlandii: 2013 z Ässät
- Brązowy medal mistrzostw Finlandii: 2016 z Kärpät

Indywidualne
- SM-liiga (2012/2013):
  - Pierwsze miejsce w klasyfikacji asystentów w fazie play-off: 9 asyst[5]
  - Drugie miejsce w klasyfikacji kanadyjskiej w fazie play-off: 13 punktów[6]
- Liiga (2014/2015):
  - Trzecie miejsce w klasyfikacji asystentów w sezonie zasadniczym: 38 asyst[7]
  - Złoty Kask
- KHL (2017/2018):
  - Nagroda „Sekundy” (dla strzelca najpóźniejszego gola w meczu), uzyskał gola w 142. minucie 9. sekundzie spotkania w piątym meczu półfinałowym w Konferencji Zachód pomiędzy CSKA Moskwa a Jokeritem (1:2), który zakończył się w piątej dogrywce (praktycznie w ósmej tercji meczu)[8][9][10]